# Halowe Mistrzostwa Europy w Lekkoatletyce 1983
XIV Halowe Mistrzostwa Europy odbyły się 5–6 marca 1983 w Budapeszcie w hali Sportcsarnok.

## Wyniki zawodów

### Mężczyźni

#### Konkurencje biegowe
| konkurencja                           | złoto                          | złoto    | srebro                            | srebro  | brąz                         | brąz    |
| ------------------------------------- | ------------------------------ | -------- | --------------------------------- | ------- | ---------------------------- | ------- |
| Bieg na 60 m (szczegóły)              | Stefano Tilli · Włochy         | 6,63     | Christian Haas · RFN              | 6,64    | Walentin Atanasow · Bułgaria | 6,66    |
| Bieg na 200 m (szczegóły)             | Aleksandr Jewgienjew · ZSRR    | 20,97 CR | Jacques Borlée · Belgia           | 21,13   | István Nagy · Węgry          | 21,18   |
| Bieg na 400 m (szczegóły)             | Jewgienij Łomtiew · ZSRR       | 46,20 CR | Ainsley Bennett · Wielka Brytania | 46,43   | Ángel Heras · Hiszpania      | 46,57   |
| Bieg na 800 m (szczegóły)             | Colomán Trabado · Hiszpania    | 1:46,91  | Peter Elliott · Wielka Brytania   | 1:47,58 | Thierry Tonnellier · Francja | 1:47,68 |
| Bieg na 1500 m (szczegóły)            | Thomas Wessinghage · RFN       | 3:39,82  | José Manuel Abascal · Hiszpania   | 3:40,39 | Antti Loikkanen · Finlandia  | 3:41,31 |
| Bieg na 3000 m (szczegóły)            | Dragan Zdravković · Jugosławia | 7:54,73  | Walerij Abramow · ZSRR            | 7:57,79 | Uwe Mönkemeyer · RFN         | 7:58,11 |
| Bieg na 60 m przez płotki (szczegóły) | Thomas Munkelt · NRD           | 7,48 WR  | Arto Bryggare · Finlandia         | 7,60    | Andreas Oschkenat · NRD      | 7,63    |

#### Konkurencje techniczne
| konkurencja                | złoto                   | złoto | srebro                       | srebro | brąz                                                       | brąz  |
| -------------------------- | ----------------------- | ----- | ---------------------------- | ------ | ---------------------------------------------------------- | ----- |
| Skok wzwyż (szczegóły)     | Carlo Thränhardt · RFN  | 2,32  | Gerd Nagel · RFN             | 2,30   | Mirosław Włodarczyk · Polska · Massimo Di Giorgio · Włochy | 2,27  |
| Skok o tyczce (szczegóły)  | Władimir Polakow · ZSRR | 5,60  | Aleksandrs Obižajevs · ZSRR  | 5,60   | Patrick Abada · Francja                                    | 5,55  |
| Skok w dal (szczegóły)     | László Szalma · Węgry   | 7,95  | Gyula Pálóczi · Węgry        | 7,90   | Jens Knipphals · RFN                                       | 7,82  |
| Trójskok (szczegóły)       | Mykoła Musijenko · ZSRR | 17,12 | Hienadzij Walukiewicz · ZSRR | 16,94  | Béla Bakosi · Węgry                                        | 16,90 |
| Pchnięcie kulą (szczegóły) | Jānis Bojārs · ZSRR     | 20,56 | Aleksandr Barysznikow · ZSRR | 20,44  | Ivan Ivančić · Jugosławia                                  | 20,26 |

### Kobiety

#### Konkurencje biegowe
| konkurencja                           | złoto                                  | złoto    | srebro                              | srebro  | brąz                            | brąz    |
| ------------------------------------- | -------------------------------------- | -------- | ----------------------------------- | ------- | ------------------------------- | ------- |
| Bieg na 60 m (szczegóły)              | Marlies Göhr · NRD                     | 7,09 CR  | Silke Gladisch · NRD                | 7,12    | Marisa Masullo · Włochy         | 7,19    |
| Bieg na 200 m (szczegóły)             | Marita Koch · NRD                      | 22,39 WR | Joan Baptiste · Wielka Brytania     | 23,37   | Christina Sussiek · RFN         | 23,61   |
| Bieg na 400 m (szczegóły)             | Jarmila Kratochvílová · Czechosłowacja | 49,69    | Kirsten Siemon · NRD                | 51,70   | Rosica Stamenowa · Bułgaria     | 52,36   |
| Bieg na 800 m (szczegóły)             | Swietłana Kitowa · ZSRR                | 2:01,28  | Zuzana Moravčíková · Czechosłowacja | 2:01,66 | Olga Simakowa · ZSRR            | 2:02,25 |
| Bieg na 1500 m (szczegóły)            | Brigitte Kraus · RFN                   | 4:16,14  | Maria Radu · Rumunia                | 4:17,16 | Ivana Kleinová · Czechosłowacja | 4:17,21 |
| Bieg na 3000 m (szczegóły)            | Jelena Sipatowa · ZSRR                 | 9:04,40  | Agnese Possamai · Włochy            | 9:04,41 | Jelena Małychina · ZSRR         | 9:04,52 |
| Bieg na 60 m przez płotki (szczegóły) | Bettine Jahn · NRD                     | 7,75 WR  | Kerstin Knabe · NRD                 | 7,96    | Tetiana Maluwaneć · ZSRR        | 8,07    |

#### Konkurencje techniczne
| konkurencja                | złoto                               | złoto   | srebro                  | srebro | brąz                            | brąz  |
| -------------------------- | ----------------------------------- | ------- | ----------------------- | ------ | ------------------------------- | ----- |
| Skok wzwyż (szczegóły)     | Tamara Bykowa · ZSRR                | 2,03 CR | Łarisa Kosicyna · ZSRR  | 1,94   | Maryse Éwanjé-Épée · Francja    | 1,92  |
| Skok w dal (szczegóły)     | Eva Murková · Czechosłowacja        | 6,77    | Helga Radtke · NRD      | 6,63   | Heike Daute · NRD               | 6,61  |
| Pchnięcie kulą (szczegóły) | Helena Fibingerová · Czechosłowacja | 20,61   | Helma Knorscheidt · NRD | 20,35  | Zdeňka Šilhavá · Czechosłowacja | 19,58 |

### konkurencja pokazowa – mężczyźni
| konkurencja                | złoto                   | złoto    | srebro                     | srebro   | brąz                       | brąz     |
| -------------------------- | ----------------------- | -------- | -------------------------- | -------- | -------------------------- | -------- |
| Chód na 5000 m (szczegóły) | Anatolij Sołomin · ZSRR | 19:19,93 | Jewgienij Jewsiukow · ZSRR | 19:41,66 | Erling Andersen · Norwegia | 20:00,68 |

## Klasyfikacja medalowa
Do klasyfikacji zostały włączone medale zdobyte w chodzie.
| Miejsce | Państwo         | Złoto | Srebro | Brąz | Razem |
| ------- | --------------- | ----- | ------ | ---- | ----- |
| 1.      | ZSRR            | 9     | 3      | 6    | 18    |
| 2.      | NRD             | 4     | 5      | 2    | 11    |
| 3.      | RFN             | 3     | 2      | 3    | 8     |
| 4.      | Czechosłowacja  | 3     | 1      | 2    | 6     |
| 5.      | Węgry           | 1     | 1      | 2    | 4     |
| 5.      | Włochy          | 1     | 1      | 2    | 4     |
| 7.      | Hiszpania       | 1     | 1      | 1    | 3     |
| 8.      | Jugosławia      | 1     | 0      | 1    | 2     |
| 9.      | Wielka Brytania | 0     | 3      | 0    | 3     |
| 10.     | Finlandia       | 0     | 1      | 1    | 2     |
| 11.     | Belgia          | 0     | 1      | 0    | 1     |
| 11.     | Rumunia         | 0     | 1      | 0    | 1     |
| 13.     | Francja         | 0     | 0      | 3    | 3     |
| 14.     | Bułgaria        | 0     | 0      | 2    | 2     |
| 15.     | Norwegia        | 0     | 0      | 1    | 1     |
| 15.     | Polska          | 0     | 0      | 1    | 1     |
| Razem   | Razem           | 23    | 23     | 23   | 70    |

## Objaśnienia skrótów
CR – rekord mistrzostw Europy